# Linum silpii
Linum silpii är en linväxtart som beskrevs av René Gombault. Linum silpii ingår i släktet linsläktet, och familjen linväxter. Inga underarter finns listade i Catalogue of Life.